# نادین ترنتینیان
نادین ترنتینیان (فرانسوی: Nadine Trintignant‎؛ زادهٔ ۱۱ نوامبر ۱۹۳۴) یک کارگردان، فیلم‌نامه‌نویس و تهیه‌کننده اهل فرانسه است.